# Auguste Monvenoux
Auguste Monvenoux, né le 7 avril 1827 à Lyon et mort dans cette même commune le 7 avril 1905 , est un architecte français.

## Biographie
Auguste Monvenoux étudie à la Martinière puis à l'école des beaux-arts de Lyon.

## Réalisations
Il réalise les travaux d'architecture suivants :
- palais de la Bourse[3], avec René Dardel, à Lyon ;
- Grande filature à La Sône ;
- château à Duerne ;
- château à Saint-Vérand ;
- restauration de l'église de Saint-Bonnet-le-Château[4] ;

## Distinction
Il est membre de la société académique d'architecture de Lyon et fait officier d'Académie le 19 juillet 1891.